# Громово (Ленинградская область, посёлок при станции)
Гро́мово (до 1949 года Са́ккола, фин. Sakkola) — посёлок при станции в Громовском сельском поселении Приозерского района Ленинградской области.

## История

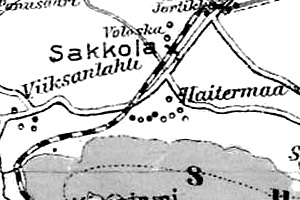
Станция Саккола на финской карте 1923 года

До 1939 года станция Саккола входила в состав волости волости Выборгской губернии Финляндской республики.
С января 1940 года — в составе Карело-Финской ССР.
С 1 августа 1941 года по 31 июля 1944 года финская оккупация.
С 1 ноября 1944 года учитывалась в составе Юлимякского сельсовета Кексгольмского района. 
С 1 октября 1948 года — в составе Красноармейского сельсовета Приозерского района.
С 1 января 1949 года посёлок при станции Саккола стал учитываться, как посёлок при станции Громово в составе Красноармейского сельсовета Приозерского района.
С 1 февраля 1963 года — в составе Красноармейского сельсовета Выборгского района.
С 1 января 1965 года — вновь в составе Красноармейского сельсовета Приозерского района. В 1965 году население посёлка составляло 139 человек.
По данным 1966 года посёлок при станции Громово входил в состав Красноармейского сельсовета.
По данным 1973 и 1990 годов посёлок при станции Громово входил в состав Громовского сельсовета.
В 1997 году в посёлке при станции Громово Громовской волости проживали 1102 человека, в 2002 году — 1140 человек (русские — 87 %).
В 2007 году в посёлке при станции Громово Громовского СП проживали 1235 человек, в 2010 году — 1032 человека.

## География
Посёлок находится в центральной части района на автодороге А121 «Сортавала» (Санкт-Петербург — Сортавала — автомобильная дорога Р-21 «Кола»).
Расстояние до административного центра поселения — 10 км.
В посёлке расположена станция Громово железнодорожной линии Санкт-Петербург — Приозерск.
Посёлок находится на северном берегу Суходольского озера.

## Демография
| 2007 | 2010  | 2017  |
| ---- | ----- | ----- |
| 801  | ↗1032 | ↗1261 |

## Инфраструктура
23 февраля 1938 года в Дальневосточном округе был сформирован 84-й отдельный батальон аэродромно-технического обеспечения (ОБАТО) и в феврале 1952 года переведён на станцию Громово. В 1980-е и 1990-е годы Громовский ОБАТО считался лучшим в Вооружённых силах.
Рядом с посёлком находится аэродром Громово, где расположена 1080-я смешанная авиационная база (в/ч 49719), имеются и другие воинские части. С середины 1953 года и до июля 2002 года на аэродроме базировался 180-й гвардейский истребительный авиационный Волгоградский Краснознамённый полк.
В посёлке отремонтирован железнодорожный вокзал, началось строительство спортивного комплекса и гостиницы.

## Фото

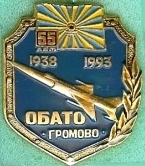
Нагрудный знак ОБАТО-Громово (1938—1993)

## Улицы
Аэродромная, Железнодорожный переулок, Крайняя, Лесная, Озёрный переулок, Пионерская, Снежная, Сосновая, Строителей, Шоссейная.